# Heart of Glass
Heart of Glass è un singolo del gruppo musicale Blondie, incluso nell'album in studio del 1978, Parallel Lines.
La canzone divenne un successo in tutto il mondo quando fu pubblicata come singolo, arrivando alla vetta delle classifiche di numerosi paesi come la Billboard Hot 100 e l'Official Singles Chart, nonché in numerosi altri paesi come Australia, Germania, Canada e Svizzera.

## Storia
Heart of Glass venne originariamente registrata nel 1975 con il nome Once I Had a Love, ed era molto più lenta e dai ritmi blues/reggae. I Blondie la suonavano spesso durante i tour, e la registrarono nuovamente nel 1978, con una struttura più rock. Quando fu registrato l'album Parallel Lines, la musica disco era quella più in voga, ed il produttore Mike Chapman decise di dare al brano l'impostazione "disco".
Il videoclip, diretto da Stanley Dorfman, fu mandato in onda per la prima volta nel gennaio del 1979.
Il brano è entrato nella Grammy Hall of Fame Award 2016.

## Tracce
UK 7" (CHS 2276)
1. Heart of Glass (7" Disco Version) (Harry, Stein) – 3:54
2. Rifle Range (Stein, R. Toast) – 3:41

UK 12" (CHS 12 2276)
1. Heart of Glass (12" Disco Version) (Harry, Stein) – 5:50
2. Heart of Glass (12" Instrumental) (Harry, Stein) – 5:13
3. Rifle Range (Stein, R. Toast) – 3:41

US 7" (CHS 2295)
1. Heart of Glass (7" Disco Version) (Harry, Stein) – 3:22
2. 11:59 (Jimmy Destri) – 3:19

US 12" (CDS 2295)
1. Heart of Glass (12" Disco Version) (Harry, Stein) – 5:50
2. Heart of Glass (12" Instrumental) (Harry, Stein) – 5:14

## Classifiche

### Classifiche settimanali
| Classifica (1979) | Posizione massima |
| ----------------- | ----------------- |
| Australia         | 1                 |
| Austria           | 1                 |
| Belgio (Fiandre)  | 5                 |
| Canada            | 1                 |
| Francia           | 4                 |
| Germania          | 1                 |
| Irlanda           | 2                 |
| Italia            | 3                 |
| Norvegia          | 5                 |
| Nuova Zelanda     | 1                 |
| Paesi Bassi       | 8                 |
| Regno Unito       | 1                 |
| Stati Uniti       | 1                 |
| Sudafrica         | 2                 |
| Svezia            | 3                 |
| Svizzera          | 1                 |

### Classifiche di fine anno
| Classifica (1979) | Posizione |
| ----------------- | --------- |
| Australia         | 3         |
| Austria           | 11        |
| Canada            | 2         |
| Francia           | 14        |
| Germania          | 4         |
| Italia            | 20        |
| Nuova Zelanda     | 1         |
| Regno Unito       | 2         |
| Stati Uniti       | 18        |
| Sudafrica         | 15        |
| Svizzera          | 11        |

### Classifiche di fine decennio
| Classifica (1970-79) | Posizione |
| -------------------- | --------- |
| Regno Unito          | 8         |

## Cover
- Ne è stata fatta una versione in chiave punk nell'album dei Me First and the Gimme Gimmes Ruin Jonny's Bar Mitzvah.
- fatta una versione da "Associates" 1990
- Ne è stata fatta una versione Jazz/Swing anche dalle Puppini Sisters e pubblicata nell'album Betcha Bottom Dollar del 2006.
- Ne esiste anche una versione in chiave rock sperimentale della band tedesca Skin Diary sul loro album omonimo, pubblicata come single nel 2011 insieme con un interessante video in stop motion.
- Nel 2014 il dee-jay francese Bob Sinclar e la modella brasiliana Gisele Bündchen realizzano una loro versione del brano per aiutare l'UNICEF[30].
- Ne è stata realizzata una versione jazz dal gruppo The Bad Plus.
- Nel 2020, la cantante statunitense Miley Cyrus ha presentato una cover del brano durante la sua partecipazione all'iHeart Festival. La sua reinterpretazione è stata apprezzata dai Blondie stessi e dal pubblico ed è stata pubblicata in versione digitale e inclusa nell'album di Cyrus Plastic Hearts.